# Alopecosa oahuensis
Alopecosa oahuensis este o specie de păianjeni din genul Alopecosa, familia Lycosidae. A fost descrisă pentru prima dată de Keyserling, 1890. Conform Catalogue of Life specia Alopecosa oahuensis nu are subspecii cunoscute.